# Dongdu
Dongdu är en ort i Kina. Den ligger i provinsen Shandong, i den östra delen av landet, omkring 110 kilometer sydost om provinshuvudstaden Jinan. Antalet invånare är 72 957.
Runt Dongdu är det tätbefolkat, med 476 invånare per kvadratkilometer. Närmaste större samhälle är Xintai, 7,3 km nordost om Dongdu. Trakten runt Dongdu består till största delen av jordbruksmark.
Genomsnittlig årsnederbörd är 912 millimeter. Den regnigaste månaden är juli, med i genomsnitt 310 mm nederbörd, och den torraste är januari, med 4 mm nederbörd.